# Trinity Duke Street Church

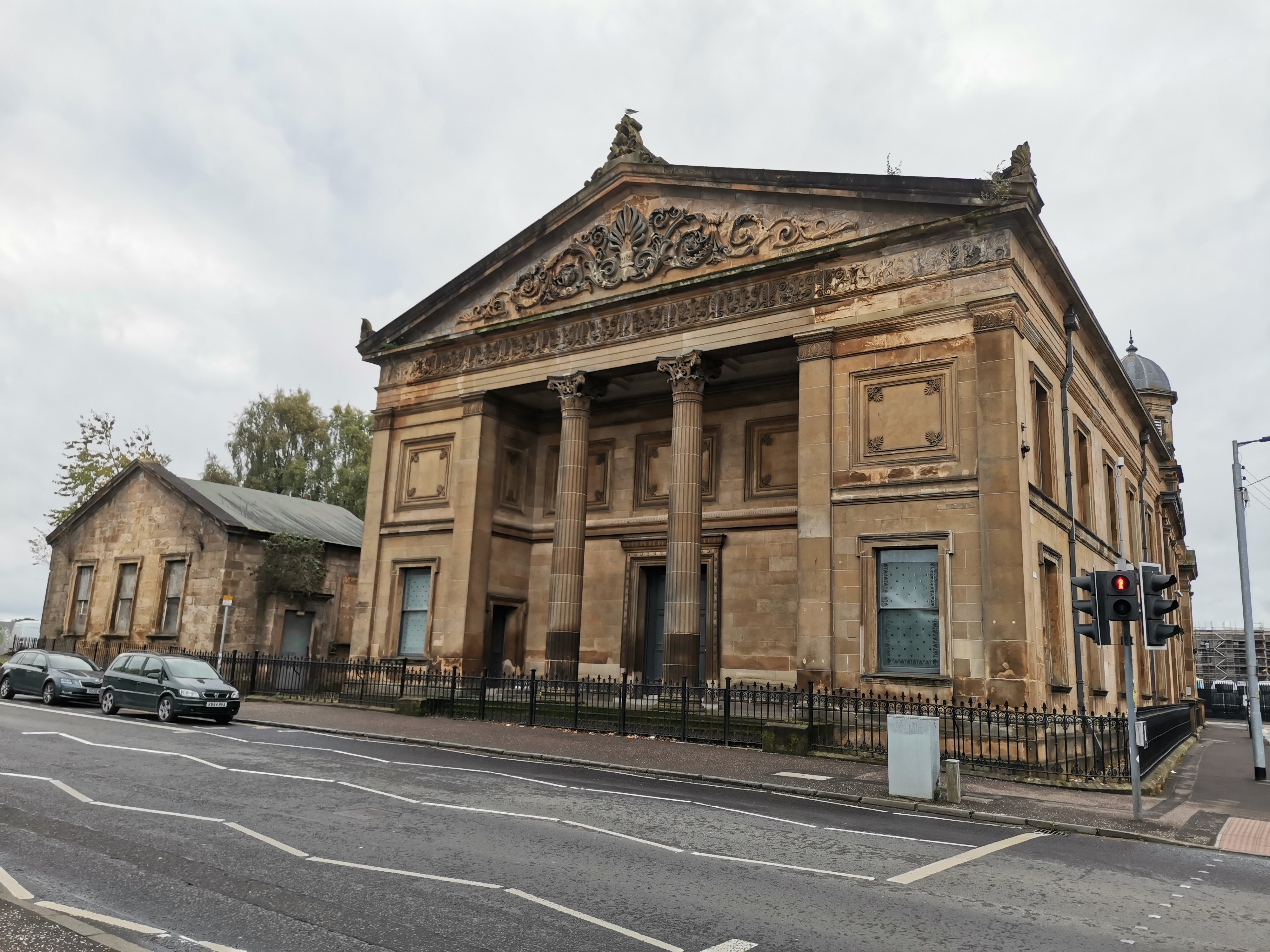
Trinity Duke Street Church (2023)

Die Trinity Duke Street Church ist ein ehemaliges Kirchengebäude in der schottischen Stadt Glasgow. 1970 wurde das Bauwerk in die schottischen Denkmallisten in der höchsten Denkmalkategorie A aufgenommen.

## Geschichte
Der Entwurf des renommierten Architekturbüros Peddie & Kinnear gewann 1857 den Wettbewerb zum Neubau der Kirche. Am 28. November 1858 wurde das Gebäude eröffnet. Ursprünglich als Sydney Place Church für die United Presbyterian Church of Scotland erbaut, erhielt die Kirche nach mehreren Zusammenlegungen den Namen Trinity Duke Street Church. Sie wird heute nicht mehr als Kirche genutzt. 1975 wurde das Gebäude zu einem Gemeindezentrum umgenutzt.

## Beschreibung
Die Trinity Duke Street Church befindet sich an der Duke Street im östlichen Glasgower Stadtteil Dennistoun. Wie typisch für Bauten der United Presbyterian Church of Scotland ist sie im Stile des griechischen Klassizismus gestaltet. Das Mauerwerk besteht aus polierten Steinquadern. Der Portikus an der nordexponierten Frontfassade zeigt zwei kolossale korinthische Säulen. Kolossale Pilaster flankieren den Bereich. Die Fassade schließt mit einem Dreiecksgiebel mit Antefixen, dessen Tympanum ebenso wie der darunter verlaufende Fries reich ornamentiert ist. Das abschließende Satteldach ist mit Schiefer eingedeckt.